# Civezza
Chiusavecchia (en ligur Çivessa ) és un comune italià, situat a la regió de la Ligúria i a la província d'Imperia. El 2015 tenia 609 habitants.

## Geografia
El poble està situat a dalt d'una carena, a l'interior de la costa de la Ligúria. Es troba a uns 11 km de la capital, Imperia, tot i que ambdues comunes són limítrofes. Té una superfície de 3,88 km² i limita amb les comunes de Cipressa, Dolcedo, Imperia, Pietrabruna i San Lorenzo al Mare.